# Хуан Карлос Абланедо
Хуан Карлос Абланедо (ісп. Juan Carlos Ablanedo; нар. 2 вересня 1963, М'єрес) — іспанський футболіст, що грав на позиції воротаря за «Спортінг» (Хіхон) і національну збірну Іспанії.
Триразовий володар Трофея Самори найнадійнішому воротареві іспанської Прімери. Невисокий, як для воротаря, зріст компенсував відмінною реакцією і стрибучістю, за які отримав прізвиско Кіт (ісп. El gato).

## Клубна кар'єра
Народився 2 вересня 1963 року в місті М'єрес. Вихованець футбольної школи клубу «Спортінг» (Хіхон).
1982 року дебютував в іграх за другу команду цього клубу, а з наступного року почав залучатися до складу його основної команди. З початку сезону 1984/85 20-річний на той час гравець став основною опцією тренерського штабу на позицію воротаря команди. Абланедо відразу ж виправдав довіру тренерів, пропустивши того сезону лише 22 м'ячів у 33 матчах Прімери, що стало найкращим результатом серед усіх голкіперів змагання і принесло йому перший Трофей Самори.
Надалі воротар хіхонського «Спортінга» ще двічі ставав найнадійнішим голкіпером Прімери, в сезонах 1985/86 і 1989/90.
Протягом усієї кар'єри залишався вірним хіхонському «Спортінгу», ворота якого протягом 16 сезонів захищав у понад 400 матчах першості Іспанії. Завершив кар'єру 35-річний воротар у 1999 році.

## Виступи за збірну
З 1984 року залучався до матчів молодіжної збірної Іспанії. Зокрема був основним голкіпером іспанців на молодіжному Євро-1986, де зробив внесок у здобуття ними титулу переможців змагання.
Влітку того ж 1986 року, не маючи досвіду виступів за національну збірну Іспанії, був включений до її заявки на чемпіонат світу у Мексиці, де був одним з дублерів Андоні Субісаррети.
За декілька місяців після мундіалю, у вересні 1986, дебютував у складі національної команди у товариській грі з греками, проте за всю кар'єру в ній, що тривала до 1991 року, не зумів скласти конкуренцію Субісарреті і виходив на поле загалом лише у чотирьох товариських матчах.
1990 року був у заявці іспанців на своєму другому мундіалі, тогорічном чемпіонаті світі в Італії, де знов таки в усіх іграх ворота команди захищав Субісаррета.
| Дата       | Місто                  | Господарі | Результат | Гості      | Турнір           | Голи | Примітки |
| ---------- | ---------------------- | --------- | --------- | ---------- | ---------------- | ---- | -------- |
| 24/09/1986 | Хіхон                  | Іспанія   | 3 – 1     | Греція     | товариський матч | 1    |          |
| 14/09/1988 | Ов'єдо                 | Іспанія   | 1 – 2     | Югославія  | товариський матч | 1    |          |
| 12/09/1990 | Хіхон                  | Іспанія   | 3 – 0     | Бразилія   | товариський матч | -    |          |
| 16/01/1991 | Кастельйон-де-ла-Плана | Іспанія   | 1 – 1     | Португалія | товариський матч | -    |          |
| Усього     |                        | Матчів    | 4         |            | Голів            | 2    |          |

## Титули і досягнення
- Чемпіон Європи серед молодіжних команд (1): 1986
- Трофей Самори (3): 1984/85, 1985/86, 1989/90